# Cantone di Breglio
Il cantone di Breglio (in francese canton de Breil-sur-Roya) era una divisione amministrativa dell'arrondissement di Nizza che comprende tre comuni.
A seguito della riforma approvata con decreto del 24 febbraio 2014, che ha avuto attuazione dopo le elezioni dipartimentali del 2015, è stato soppresso.

## Comuni
Il cantone comprendeva 3 comuni:
- Breglio
- Fontan
- Saorgio